# دان باتوری
دان باتوری (به انگلیسی: Don Batory) یک دانشمند کامپیوتر آمریکایی است که در حال حاضر دیوید بروتون جونیور پروفسور صدساله دانشگاه تگزاس در آستین است.
دان باتوری اولین کسی بود که تاثیرگذارترین جایزه مقاله را دریافت کرد که توسط کنفرانس خط تولید نرم‌افزار در سال ۲۰۱۶ تأسیس شد.
او مدرک کارشناسی را در سال ۱۹۷۵ و کارشناسی ارشد را در سال ۱۹۷۷ از دانشگاه کیس وسترن رزرو و دکتری را در سال ۱۹۸۰ از دانشگاه تورنتو دریافت کرد. او در سال ۱۹۸۱ قبل از پیوستنش به دانشگاه تگزاس در سال ۱۹۸۳، عضو هیئت علمی دانشگاه فلوریدا بود. او دستیار ویرایشگر معاملات مؤسسه مهندسان برق و الکترونیک در زمینه مهندسی نرم‌افزار (۱۹۹۹-۲۰۰۲)، ویراستار معاملات وابسته انجمن ماشین‌های حسابگر در سیستم‌های پایگاه داده (۱۹۸۶-۱۹۹۲)، عضو کمیته جایزه سیستم‌های نرم‌افزاری انجمن ماشین‌های حسابگر (۱۹۸۹-۱۹۹۳؛ رئیس کمیته در سال ۱۹۹۲) بود. همچنین در سال ۲۰۰۲ رئیس مشترک کنفرانس برنامه‌نویسی مولد و مهندسی مؤلفه بود. او یکی از حامیان توسعه نرم‌افزار مبتنی بر ویژگی (FOSD) است.